# Jan Šimůnek
Jan Šimůnek (Praga, República Checa, 20 de febrero de 1987) es un exfutbolista checo. Jugaba de defensa y su último equipo fue el Vasas SC de la NBI.

## Biografía
Šimůnek empezó jugando en diferentes equipos juveniles en Suiza y luego más tarde, en su país, en las categorías inferiores del Sparta Praga, aunque nunca llegó a debutar con el primer equipo. Su carrera profesional comenzó cuando el SK Kladno se fijó en él y consiguió que el Sparta lo cediera durante una temporada.
En 2007 se marcha a jugar al fútbol alemán con el VfL Wolfsburgo, equipo que pagó por él 4,5 millones de euros.

### Selección nacional
Ha sido internacional con la Selección de fútbol de la República Checa en 4 ocasiones. 

### Participaciones en Copas del Mundo
| Mundial                               | Sede   | Resultado  |
| ------------------------------------- | ------ | ---------- |
| Copa Mundial de Fútbol Sub-20 de 2007 | Canadá | Subcampeón |

## Clubes
| Club              | País            | Año         |
| ----------------- | --------------- | ----------- |
| SK Kladno         | República Checa | 2006 - 2007 |
| Sparta de Praga   | República Checa | 2007        |
| VfL Wolfsburgo    | Alemania        | 2007 - 2010 |
| FC Kaiserslautern | Alemania        | 2010-2014   |
| VfL Bochum        | Alemania        | 2014-2016   |
| Dukla Praha       | República Checa | 2016-2017   |
| Vasas SC          | Hungría         | 2017-2018   |

## Palmarés

### Campeonatos nacionales
| Título                 | Club           | País     | Año  |
| ---------------------- | -------------- | -------- | ---- |
| Bundesliga de Alemania | VfL Wolfsburgo | Alemania | 2009 |